# Тиберий Клавдий Юлиан
Тиберий Клавдий Юлиан (на латински: Tiberius Claudius Julianus) е политик и сенатор на Римската империя през 2 век.
През 154 г. той е суфектконсул заедно със Секст Калпурний Агрикола.